# Neuruppin
Neuruppin település Németországban, azon belül Brandenburgban. Lakosainak száma 31 803 fő (2023. december 31.). Neuruppin Fehrbellin és Kremmen községekkel határos.

## Fekvése
Berlintől északnyugatra fekvő település.

## Története

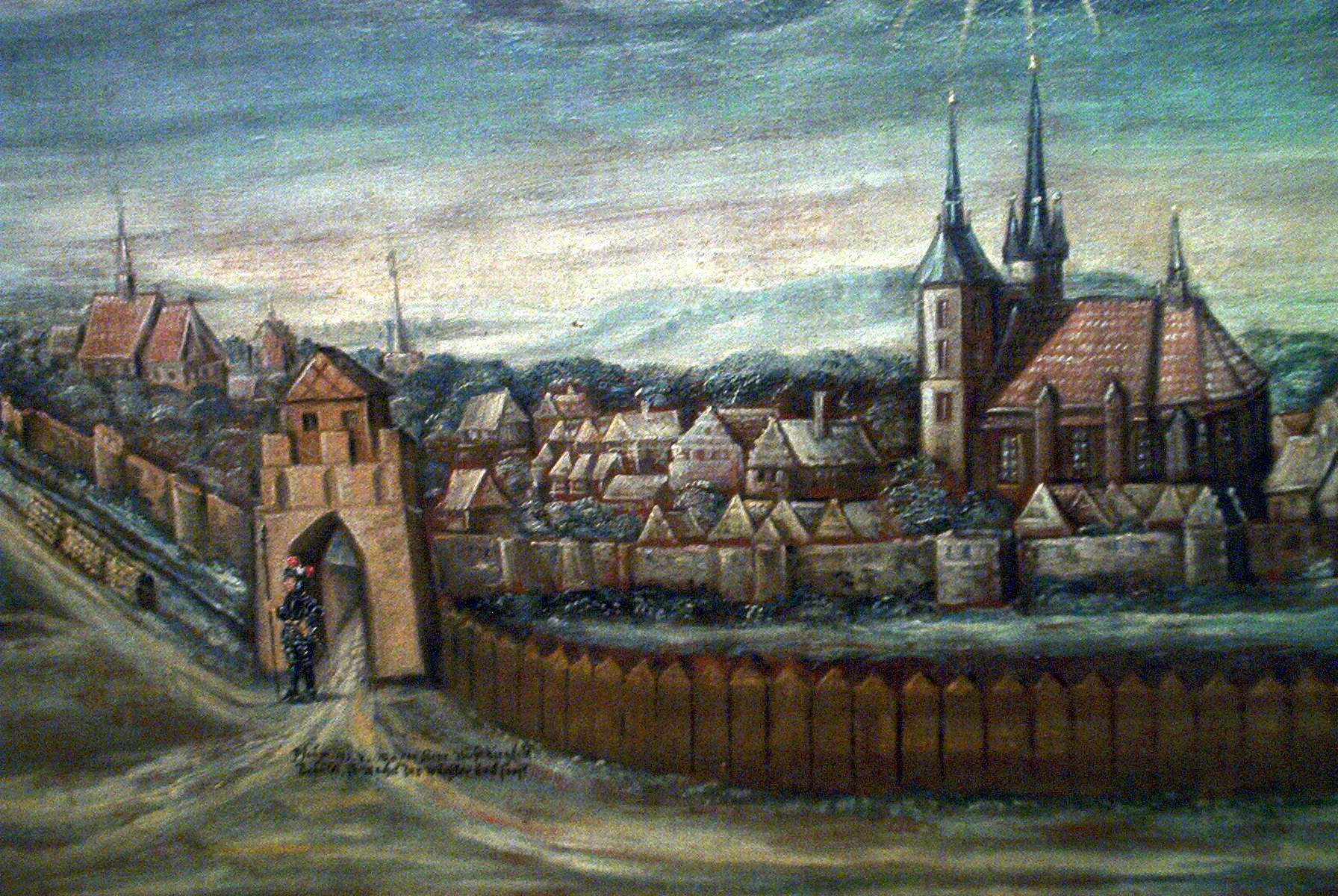
Neuruppin egy régi festményen

Nevét egy 1238-ból való oklevél már városként említette.
A települést tornyos falakkal és árkokkal vették körül és évszázadokon keresztül a ruppini terület központja volt.
1787-ben a város egy nagy tűzvészben súlyosan megsérült, majd copf stílusban, nagyrészt szabályszerű utcasorokkal építették újjá.
Neuruppin legszebb műemléke a tóparti sétány kiszélesedésében álló Kolostor-templom (Klosterkirche), amely az 1246-ban alapított Benedek-rendi kolostor maradványa.
A város híres szülötteinek egyike Theodor Fontane író, kinek ma is híresek Brandenburg tájairól szóló írásai. Szobrát a város főutcáján állították fel.

## Nevezetességek
- A városfal maradványai
- Kolostortemplom (Klosterkirche)
- Senyvedők kápolnája ( Siechekapelle)
- Városháza
- Schinkel szobra

## Itt születtek, itt éltek
- Theodor-Fontane (1819) - író
- Karl Friedrich Schinkel  (Neuruppin, 1781. március 13. – Berlin, 1841. október 9.) - német klasszicista építész és festő.

## Galéria

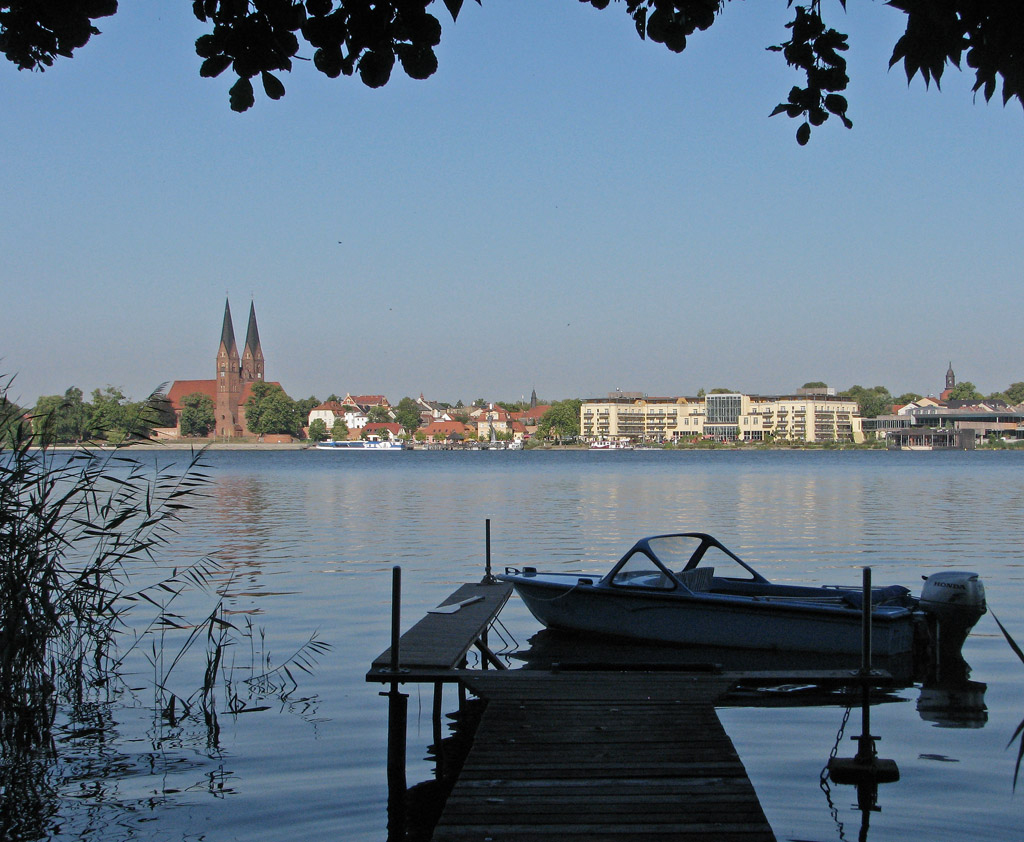
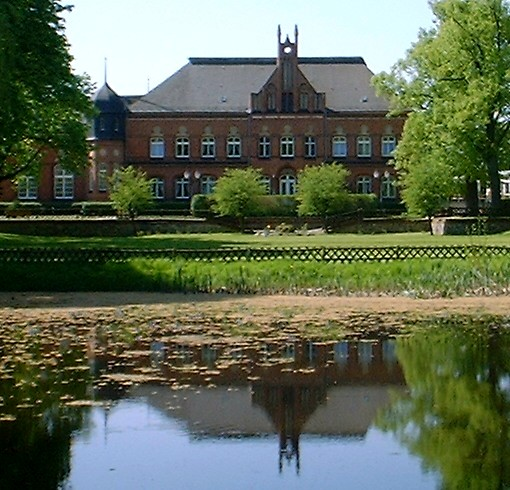
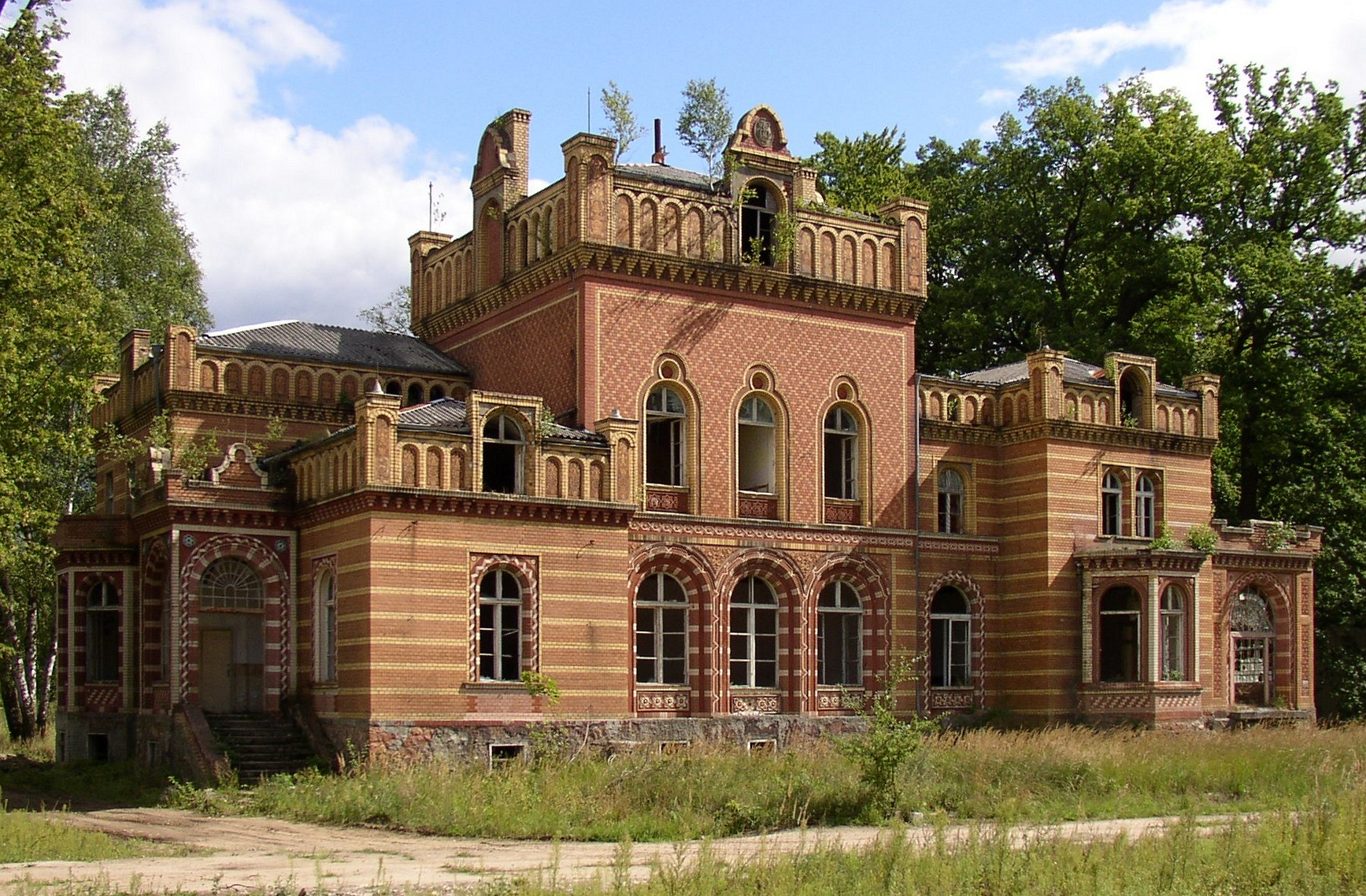
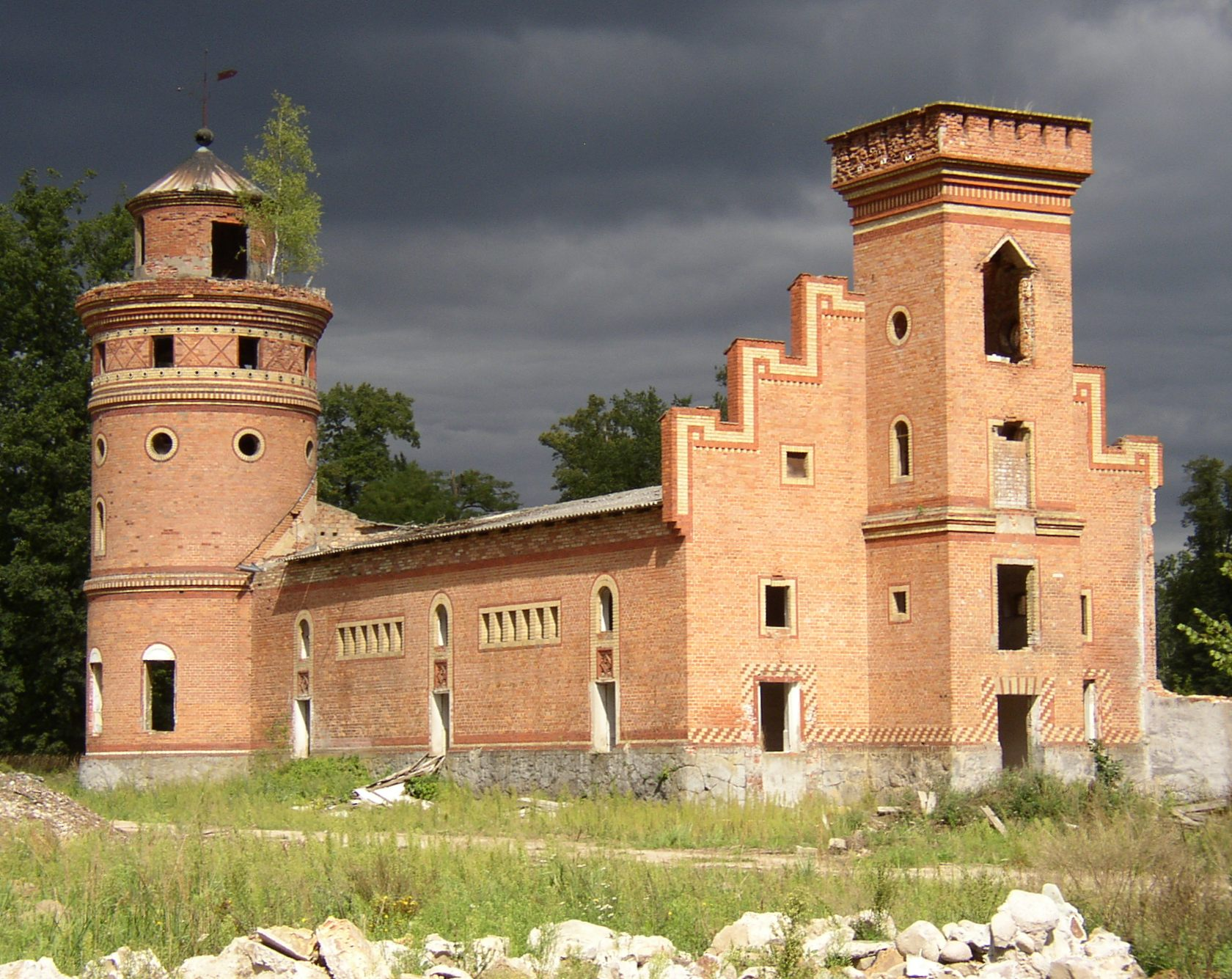
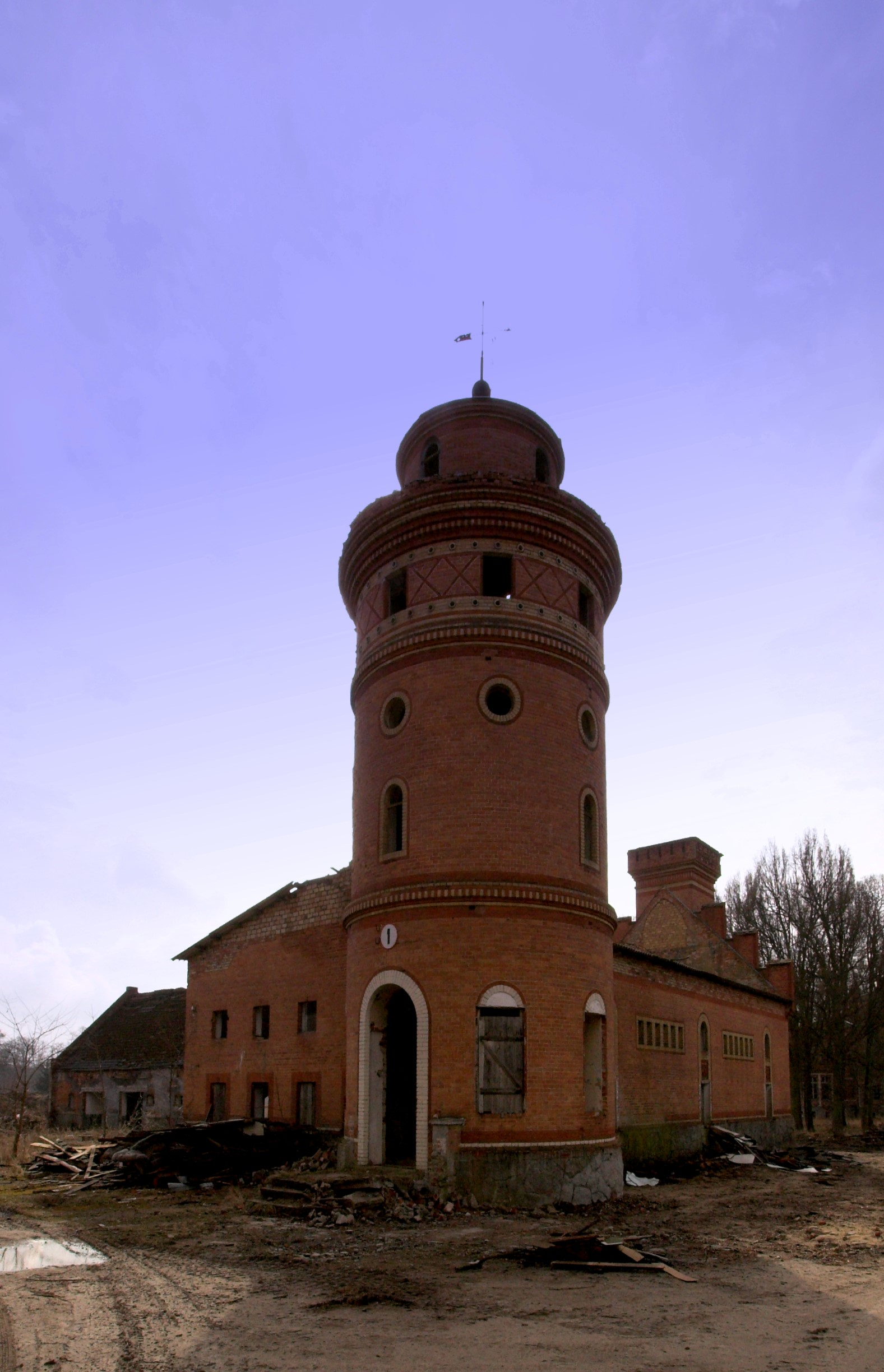
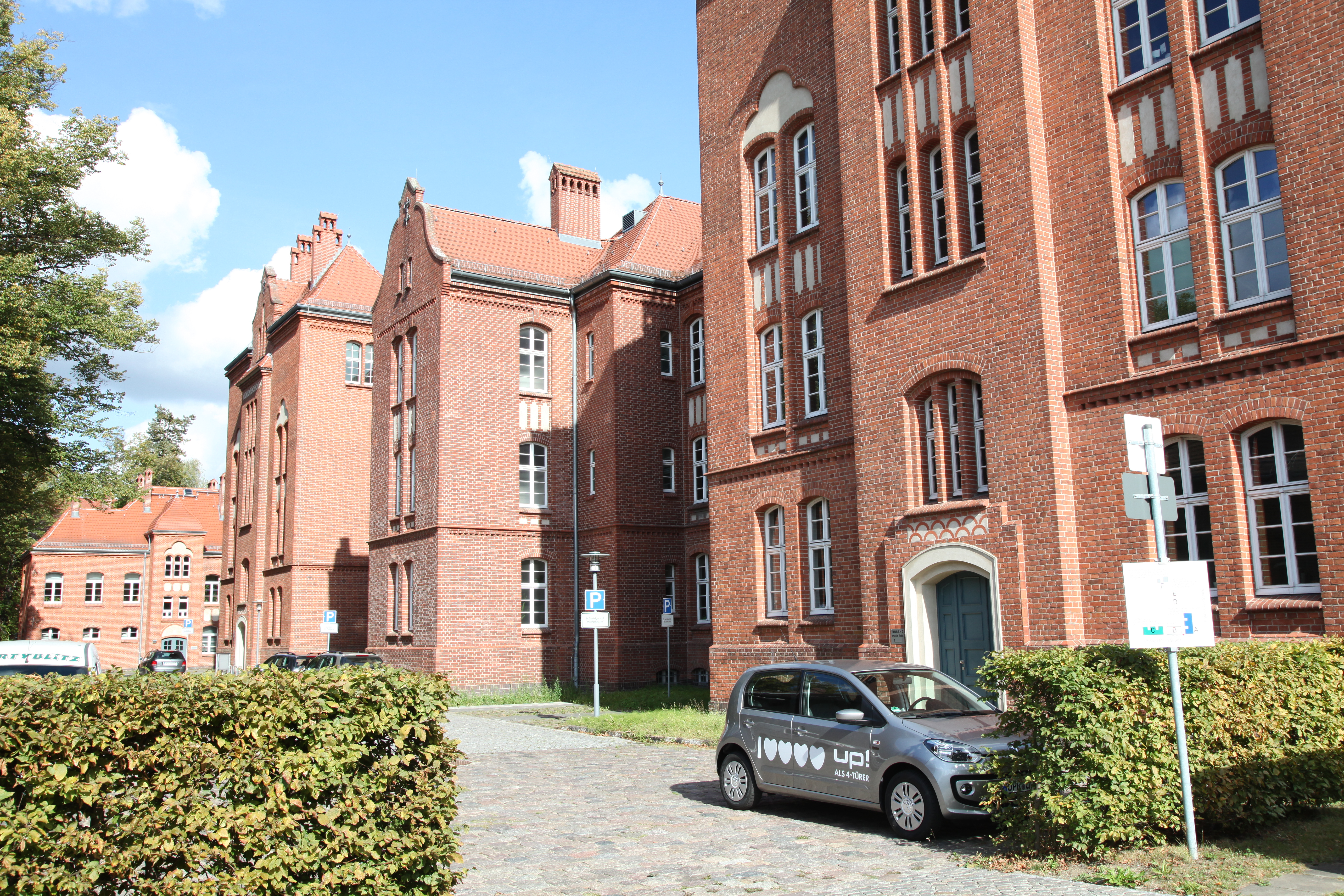
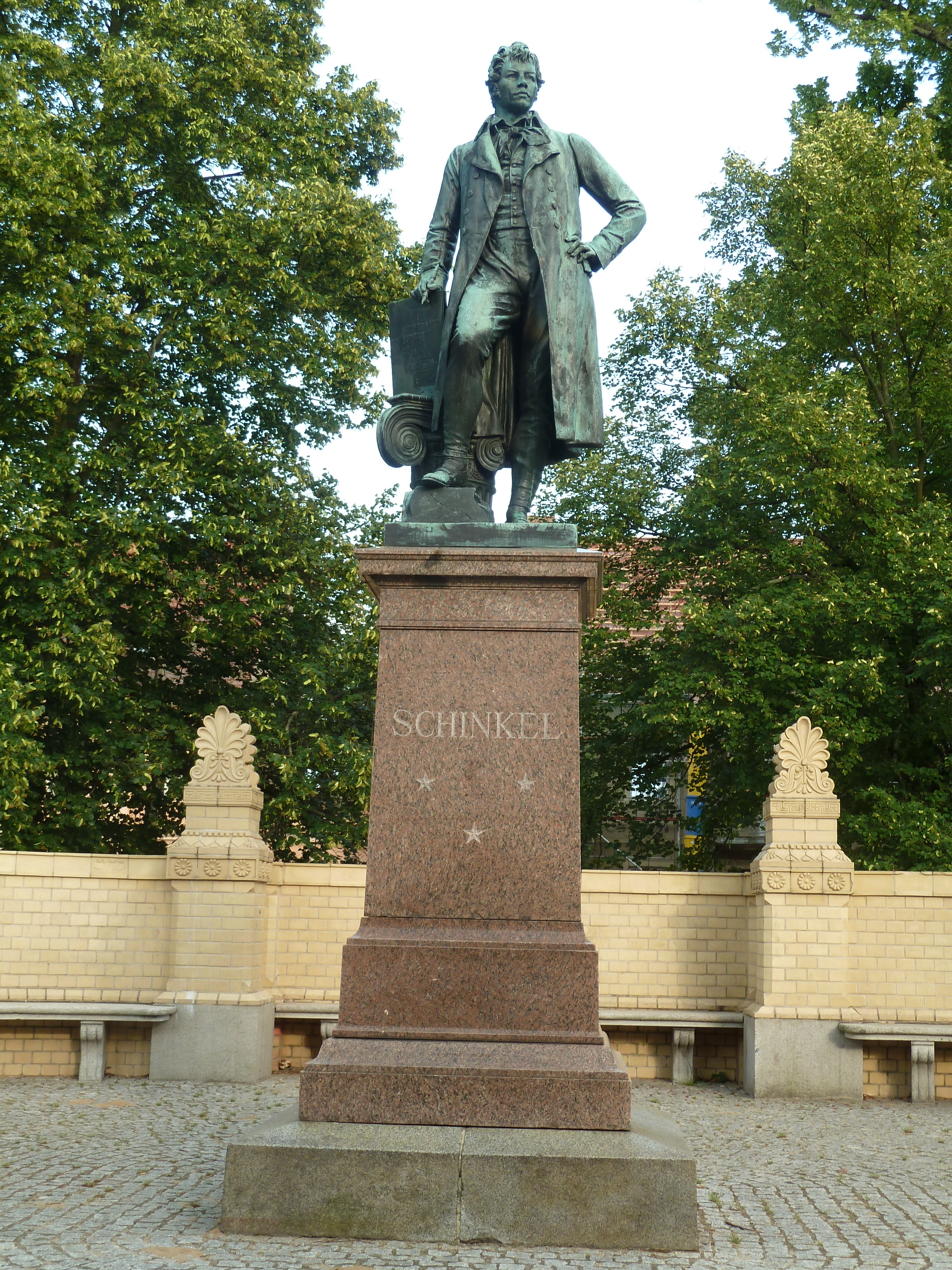
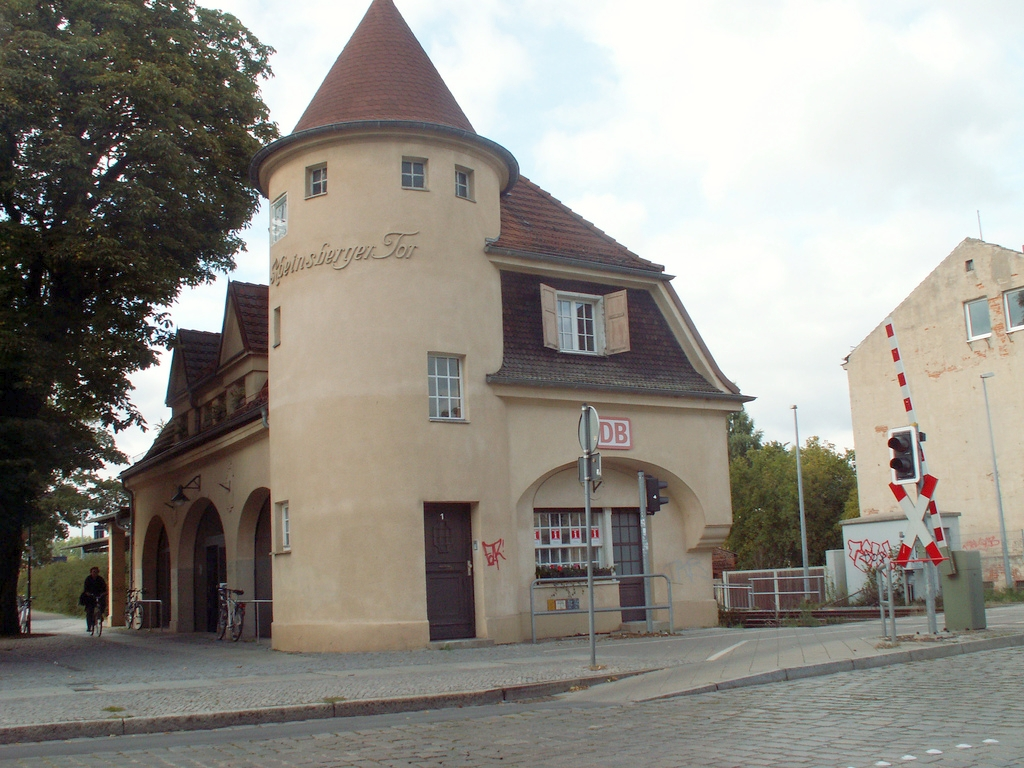
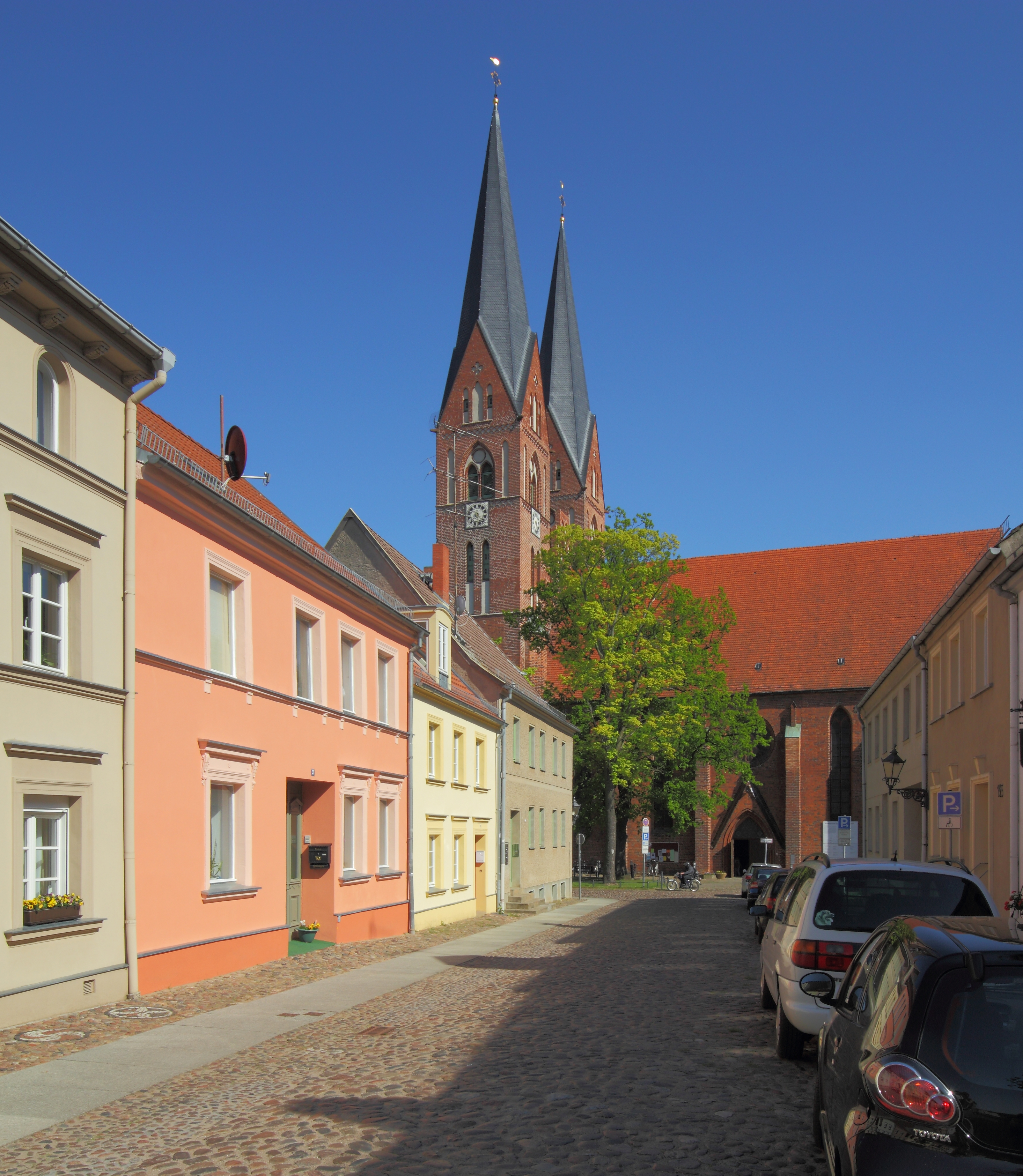
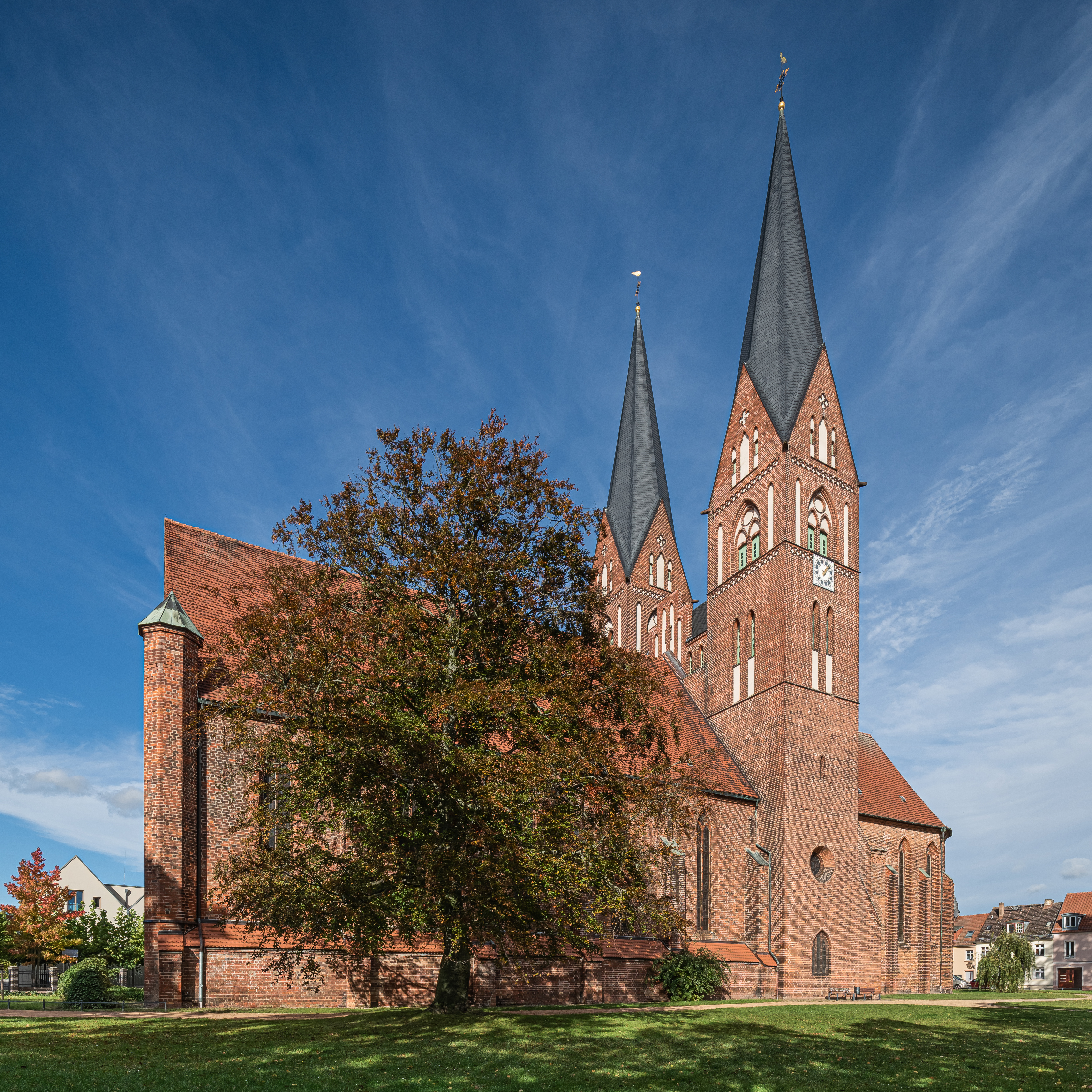
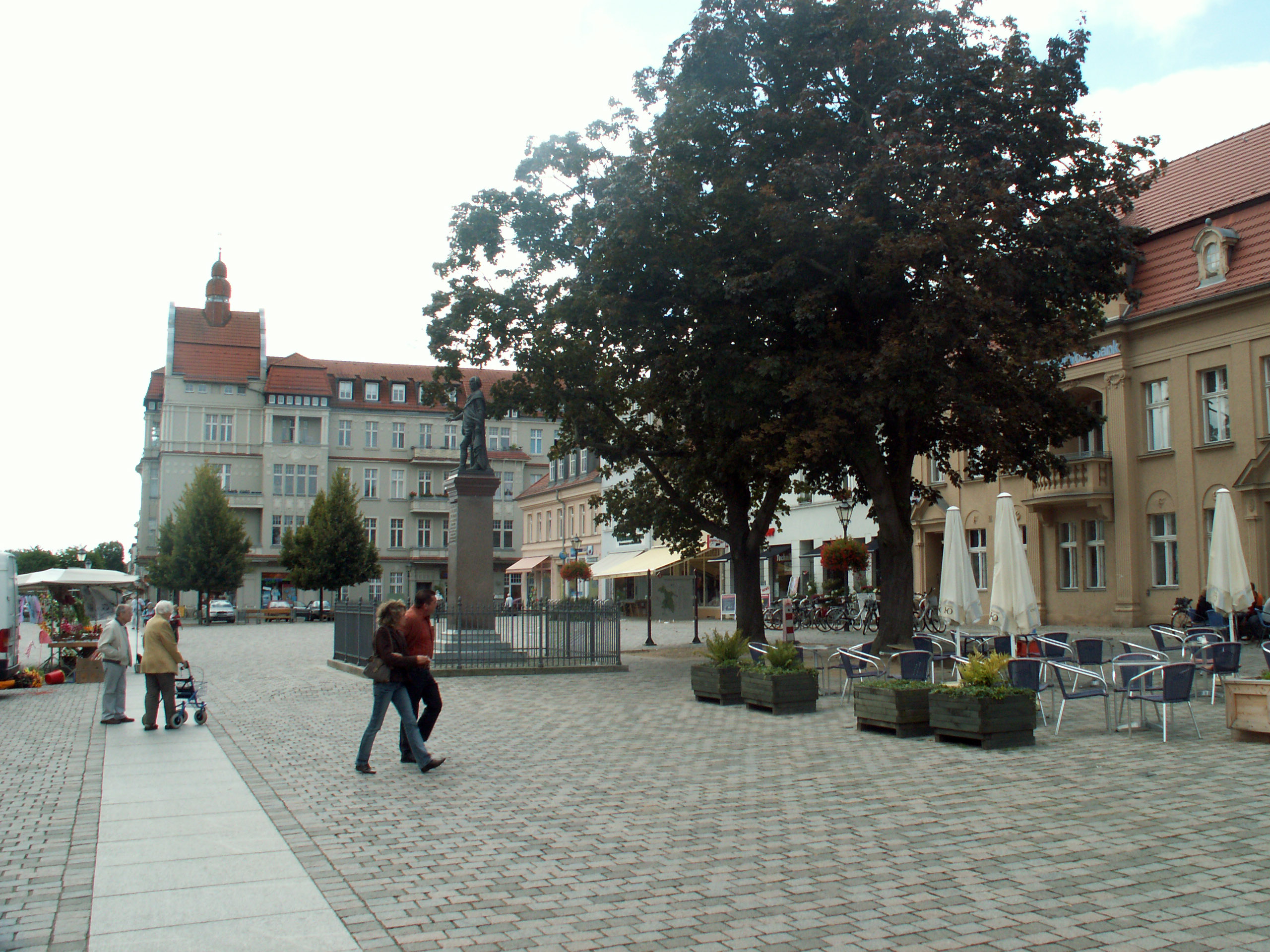
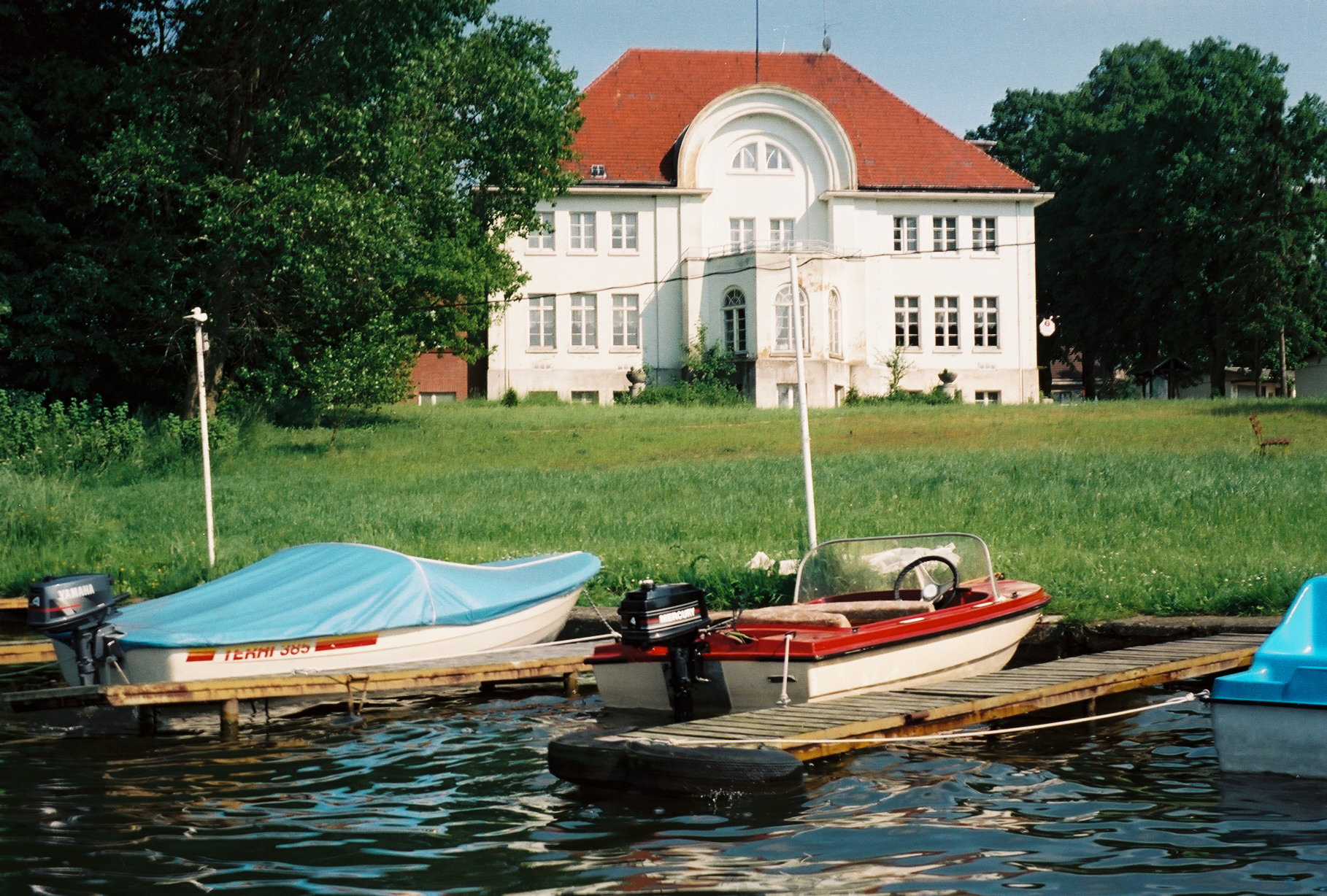
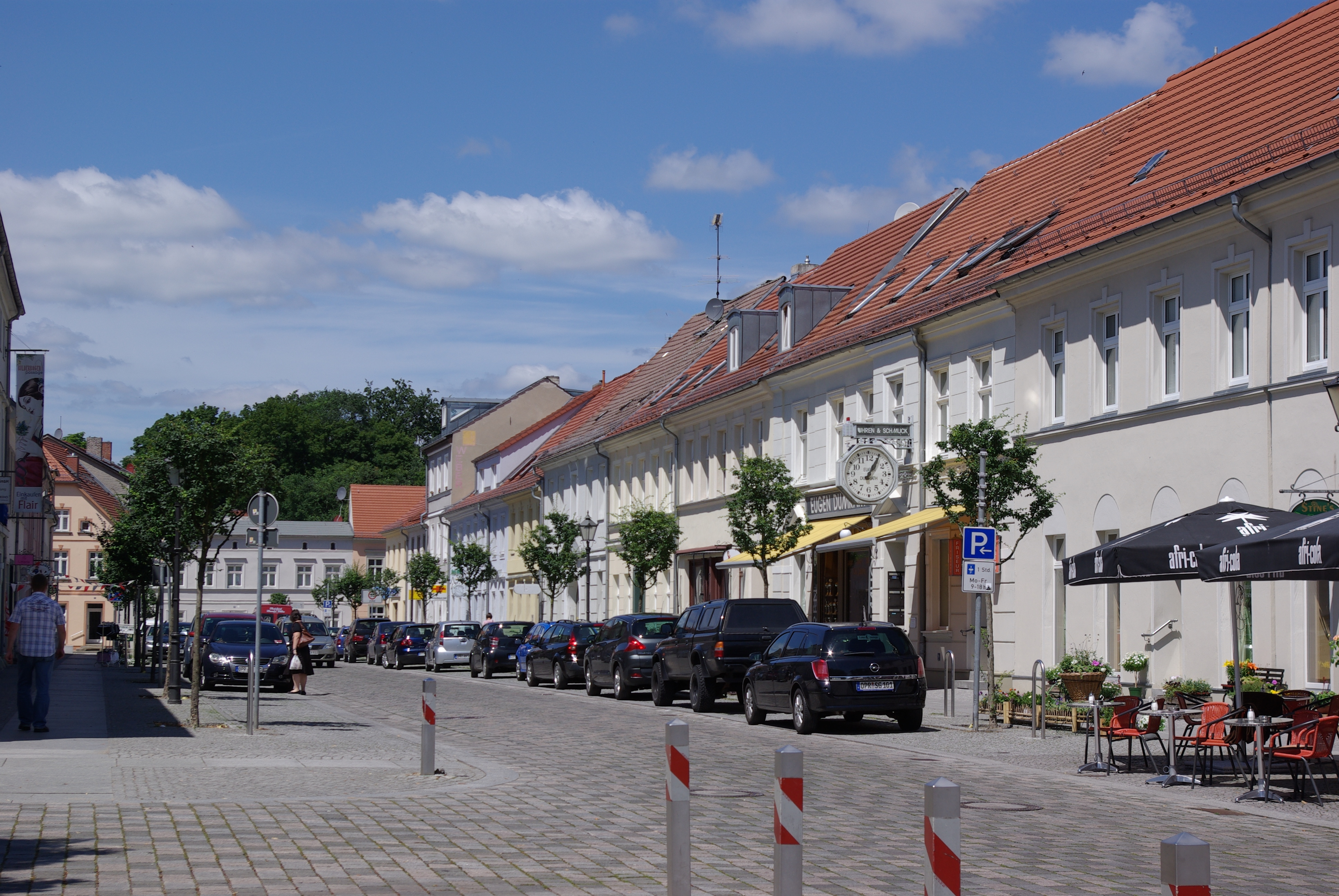
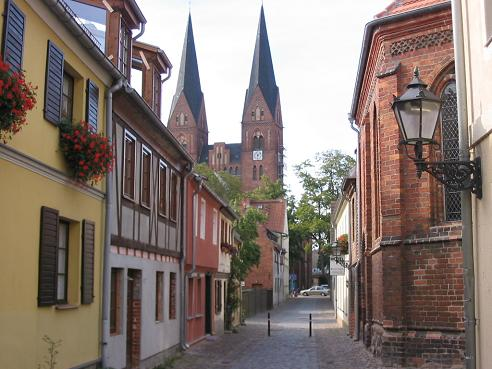

## Népesség
A település népességének változása:
| Lakosok száma | 32 145 | 31 599 | 30 715 | 30 764 | 31 002 | 31 422 | 31 803 |
|               | 2005   | 2010   | 2015   | 2020   | 2021   | 2022   | 2023   |